# Chouchen
Pour l’article ayant un titre homophone, voir Chouchène.
Le chouchen (en breton : chouchenn ou mez, d'après les dictionnaires Catholicon et An Here), est un breuvage liquoreux issu de la fermentation d'un mélange de cidre et de miel.
Le nom est utilisé en tant que terme commercial en Bretagne comme synonyme de l'hydromel, qui ne contient pas de jus de fruit ; l'alcool est obtenu avec les sucres du miel. Cette composition est définie par la loi depuis 1921. Un hydromel fait avec du jus de pomme ou du cidre n’est pas un hydromel au sens légal.
Le chouchen dans sa forme historique se fabriquait autrefois à partir de plusieurs éléments : en plus du miel, du jus de pomme était utilisé, ce qui permettait de créer un pied de cuve, une adjonction de levure plus vive que les levures endogènes du miel. Il rentrait alors dans la catégorie des œnomels. Actuellement, il est possible de trouver aussi le terme de « chufere » pour désigner les œnomels bretons à base de cidre.
Pommes et miel étaient deux ingrédients jadis très présents en Bretagne, et lui conféraient une couleur foncée et un goût prononcé.
Le terme « chouchen » date de la fin du XIXe siècle et trouve ses origines à Rosporden, où Joseph Postic, un négociant local, s'empare de l'utilisation commerciale de l'appellation en déposant la marque Chouchen. Avant lui, la première trace écrite remonte à 1895 dans le journal de l'Union agricole et Maritime, orthographié « souchen ».

## Élaboration et utilisation
Comme pour la fabrication de la bière, la fermentation du miel est déclenchée par l'effet des levures, celles-ci provenant à la fois de souches de levures sauvages présentes naturellement dans le miel et de celle contenues dans le jus de pomme non-pasteurisé. Un litre de chouchen nécessite environ un tiers de son volume en miel pour atteindre un degré alcoolique suffisant.
Boisson traditionnelle de Bretagne, le chouchen est un hydromel titrant habituellement de 14 à 16°. Dans les années 1830, déjà, Alexandre Bouët signalait que « quelques-uns, dans les années où le cidre manquait, faisaient de l’hydromel, cette boisson des anciens temps ». Toujours est-il que, dans une partie de la Basse Cornouaille, le chouchen semble, au lendemain de la Première Guerre mondiale, concurrencer le cidre et les autres boissons alcoolisées. De nombreux faits divers évoquent les  « méfaits du chouchen », témoignant à l’évidence qu’il était consommé par les couches sociales les plus modestes, ce qui ne l’empêcha pas d’être servi lors de la réception de la fête des reines de Cornouaille en 1928 à Quimper. Un négociant rospordinois, Le Moal, fut le premier à employer le mot « chouchen » (qu'il écrit d'ailleurs « souchen ») dans un article daté du 15 novembre 1895 de l'Union Agricole et Maritime où il présente sa nouvelle liqueur comme efficace pour lutter contre la grippe ; l'appellation populaire n'étant commercialement pas protégée, rien ne s'opposa à ce qu'elle fut déposée vers 1920 par Joseph Postic, négociant et plusieurs fois maire de Rosporden.

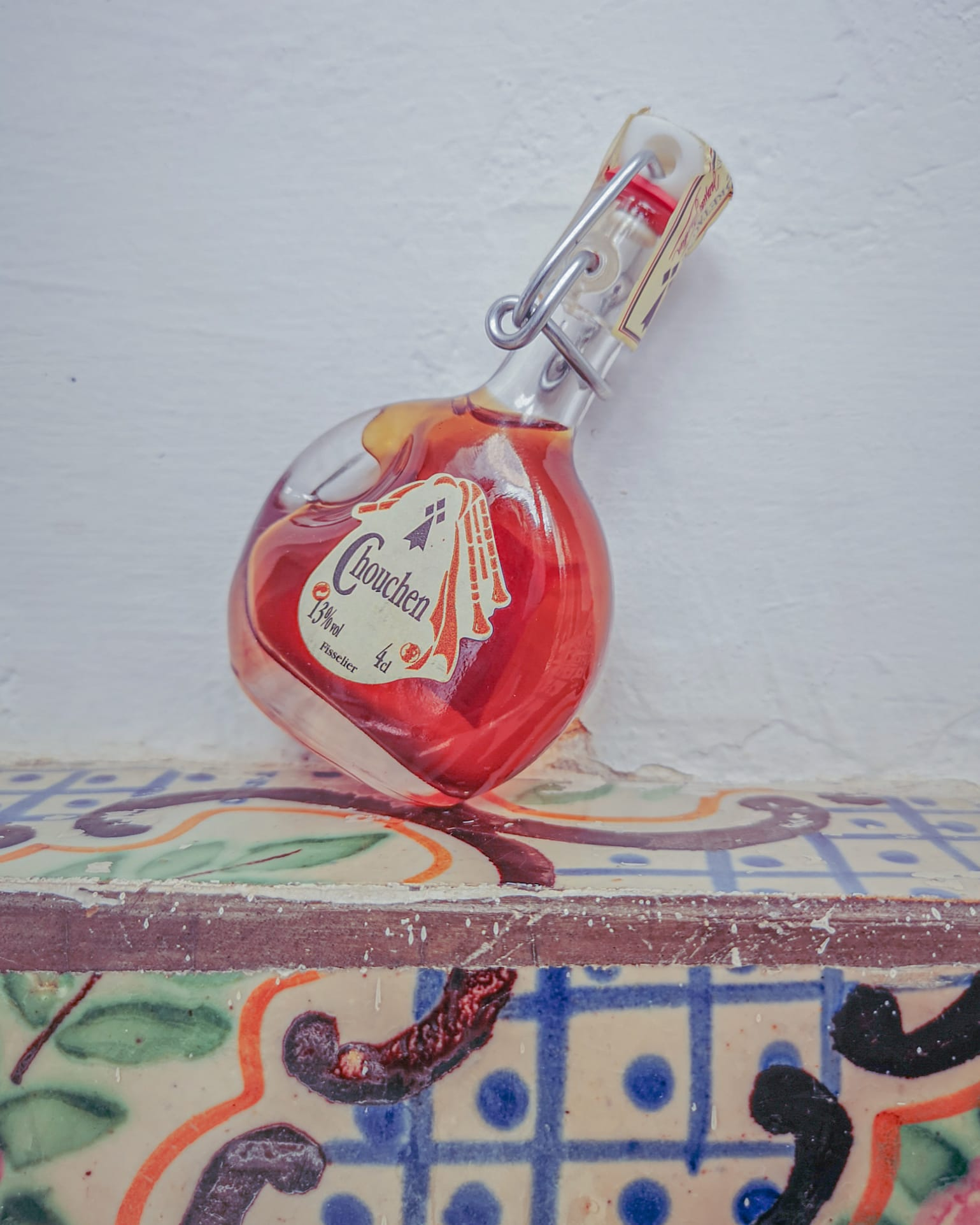
Du chouchen du commerce (Maison Fisselier).

Cet alcool se consomme bien frais (toujours sans glaçon car cela masque le goût du miel), généralement en apéritif, pour agrémenter le melon (comme le pineau des Charentes ou le porto) ou parfois en hiver comme un vin cuit. On trouve en Bretagne différents types de chouchen dont certains sont réalisés avec un mélange d'eau et d'eau de mer, sans oublier le miel. Aujourd'hui, le chouchen retrouve ses lettres de noblesse grâce aux efforts d'agriculteurs producteurs, de fabricants artisanaux et industriels et de quelques chefs étoilés.
Selon la légende, les effets du chouchen auraient été autrefois très violents. Après extraction du miel, rien n'était perdu : les rayons naturels étaient disposés dans le fût de fermentation. Des abeilles se trouvaient mélangées au miel et, selon cette légende, leur venin se diffusait dans la boisson, donnant alors un effet assommant à celui-ci. En effet, le venin d'abeille attaque le cervelet (organe servant à garder l'équilibre). Toujours selon la légende, quelques verres auraient suffi pour tomber à la renverse.
Plus vraisemblablement, il s'agissait en fait du moût de pomme ajouté à la préparation de miel pour en accroître la fermentation, le venin des abeilles empêchant celle-ci. L'explication serait donc l'effet habituel de l'alcool.

## Le chufere
Il existe une autre boisson proche du chouchen, le chufere, qui est à base de miel et de cidre. Il est, en général, moins fort que le chouchen, environ 8 à 9°. La fabrication de chufere est devenue moins courante, ainsi que le chouchen.

## Le chamillard
En Haute Bretagne, plus particulièrement dans le pays Gallo, il est possible de retrouver la dénomination chamillard qui s'ajoute à l’appellation chouchen pour stipuler une appartenance géographique.